# Melvin Ejim
Melvin Ejim, né le 4 mars 1991, à Toronto, au Canada, est un joueur canado-nigérian de basket-ball. Il évolue au poste d'ailier.

## Carrière
Ejim est nommé dans la meilleure équipe de la Ligue des champions 2016-2017 avec le MVP Jordan Theodore, Geórgios Bógris, Aaron Doornekamp et Zack Wright.
En juillet 2021, Ejim rejoint le KK Cedevita Olimpija, club slovène qui participe à l'EuroCoupe.
En juillet 2022, Ejim retourne à l'Unicaja Málaga pour une saison.

## Palmarès
- Vainqueur de la Supercoupe d'Espagne 2024
- Vainqueur de la Coupe intercontinentale 2024
- Troisième à la Coupe du monde 2023
- Vainqueur de la Coupe de Slovénie 2022.
- Champion du Monténégro 2021
- Vainqueur de la coupe du Monténégro : 2021
- 3e du championnat des Amériques 2015
- Finaliste des Jeux panaméricains de 2015
- Joueur de l'année de la conférence Big 12 2014